# Reap the Wild Wind
Reap the Wild Wind (bra Vendaval de Paixões) é um filme estadunidense de 1942, do gênero aventura, dirigido por Cecil B. DeMille e estrelado por Ray Milland, John Wayne e Paulette Goddard. Ao custo de dois milhões de dólares, a superprodução oferece excitantes sequências subaquáticas, que lhe valeram o Oscar de Efeitos Especiais. O climax do filme, inclusive, é uma luta entre os astros Milland e Wayne contra uma lula-gigante.
Segundo o historiador Ken Wlaschin, este é um dos dez melhores filmes em que Paulette Goddard atuou. O desempenho de Raymond Massey como um odioso vilão também foi elogiado. Esta foi a última vez que a colunista Hedda Hopper interpretou um personagem de importância em filmes. Daí em diante, ela se limitaria a pequenas pontas somente.
Além de ganhar o Oscar de Efeitos Especiais, a produção recebeu duas outras indicações da Academia: Direção de Arte (em cores) e Fotografia (em cores).
Foi o último filme do ator proveniente do Cinema mudo, Hayden Stevenson, que atuou em 130 filmes em sua carreira. Atuou em um pequeno papel, não-creditado.

## Sinopse

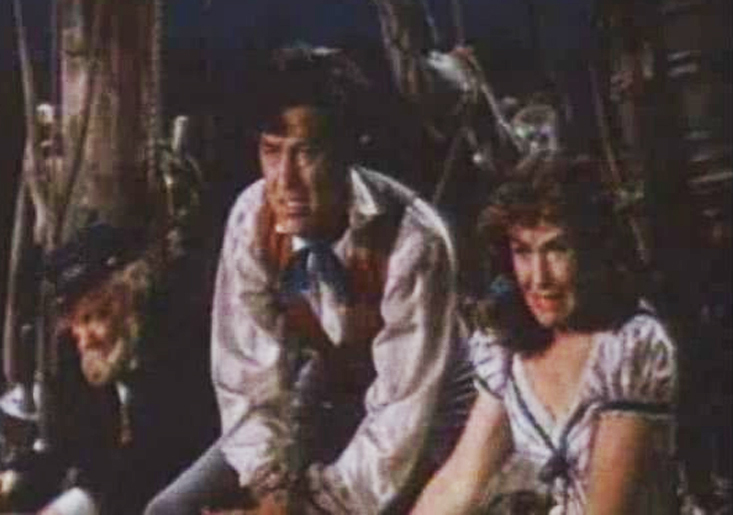
Ray Milland e Paulette Goddard

Nos Estados Unidos da década de 1840, os navios são os responsáveis pelo comércio internacional e fazem a ligação entre o Rio Mississippi e o Oceano Atlântico. No entanto, muitas vezes eles se veem presos nos recifes de Key West, na Flórida, devido a temporais, nevoeiro, furacões e outros fenômenos da natureza. Existem as companhias autorizadas pelo governo para recuperar a carga submersa, uma atividade lucrativa e perigosa mas uma delas, liderada pelos irmãos Cutler, contrata bandidos para causarem naufrágios em locais pré-determinados para chegarem primeiro e reclamarem os direitos pela carga recuperada. A Devereaux Company é uma poderosa companhia mercante na qual trabalha o Capitão Jack Stuart, comandante do navio Jubilee. Certo dia, em meio a uma tormenta, Jack é posto a nocaute pelo primeiro imediato Mathias Widgeon, que, a seguir, afunda o navio. Jack é salvo por Loxi Claiborne e seu amigo, o Capitão Phil Philpott, donos de uma companhia idônea de salvamentos. Levado para convalescer na casa deles, Jack logo se apaixona por Loxi e conta a ela que seu sonho é comandar o Southern Cross, o primeiro navio a vapor da Devereaux. Outro pretendente ao coração de Loxi é Steve Tolliver, advogado daquela empresa, encarregado de investigar as circunstâncias do naufrágio do Jubilee. Uma feroz competição se instala entre os dois, em meio a diversos incidentes orquestrados por King Cutler, o dissimulado chefe da companhia de salvamentos que provoca os naufrágios.
Mais tarde, Steve assume a companhia Devereaux  após a morte do antigo proprietário e com isso King convence Jack de que ele  jamais conseguirá ser o comandante do Southern Cross pois o rival o prejudicará. Jack, então, faz um acordo com King para sabotar o navio que sairá com uma valiosa carga de Havana. Steve ouve os rumores sobre o plano para o naufrágio e pega o navio de Loxi, que tenta impedi-lo de chegar a Havana a tempo de impedir a partida do navio de Jack. Os dois testemunham o afundamento e Jack é levado aos tribunais. Alguém lembra que, escondida a bordo, bem podia estar a desaparecida Drusilla Alston, prima de Loxi e amante de Dan Cutler, irmão de King. Steve e Jack são levados pelo tribunal ao local do naufrágio para esclarecer essa dúvida. Enquanto mergulham procurando pelo corpo da moça, são atacados por uma enorme lula. Só um dos dois sairá vivo e ficará com Loxi.

## Elenco
| Ator/Atriz       | Personagem               |
| ---------------- | ------------------------ |
| Ray Milland      | Steve Tolliver           |
| John Wayne       | Capitão Jack Stuart      |
| Paulette Goddard | Loxi Claiborne           |
| Raymond Massey   | King Cutler              |
| Robert Preston   | Dan Cutler               |
| Lynne Overman    | Capitão Phil Philpott    |
| Susan Hayward    | Drusilla Alston          |
| Walter Hampden   | Commodre Devereaux       |
| Charles Bickford | Bully Brown              |
| Hedda Hopper     | Tia Henrietta Beresford  |
| Lane Chandler    | Sam                      |
| Al Ferguson      | Não-creditado            |
| Elmo Lincoln     | Não-creditado            |
| Tom Chatterton   | Parson (não-creditado)   |
| Hayden Stevenson | Advogado (não-creditado) |

## Principais premiações
| Prêmio | Categoria | Situação          |
| ------ | --- | ----------------- |
| Oscar  | Melhores Efeitos Especiais Melhor Fotografia (em cores) Melhor Direção de Arte/Decoração de Interiores (em cores) | Vencedor Indicado |